# 중화민국의 정당
중화민국의 정당은 중화민국의 정당을 의미한다.

## 역사
중화민국의 중국 국민당은 국부천대 이후, 타이완에서 중화민국이라는 이름을 계속 유지하였고, 장제스 정부 때는 한동안 민주화를 탄압하면서 중국 국민당의 일당 독재 체제에 있었지만 1980년대 이후 민주화되어 여러 정당들이 탄생했다.

## 정당 목록

### 주류 정당
|  | 정당명     | 입법원 | 정치 성향                                            | 스펙트럼       |
|  | ---------- | ------ | ---------------------------------------------------- | -------------- |
|  | 민주진보당 | 62     | 자유주의, 진보주의, 타이완 독립                      | 중도좌파       |
|  | 국민당     | 38     | 보수주의, 삼민주의, 중국의 재통일                    | 중도우파 ~우익 |
|  | 시대역량   | 3      | 대중주의, 진보주의, 타이완 독립                      | 중도좌파       |
|  | 대만기진   | 1      | 타이완 독립, 타이완 국민주의, 반공주의, 사회자유주의 | 중도좌파       |

### 기타 정당
- 사회민주당
- 녹색당
- 국회정당연맹
- 타이완 민중당
- 대만단결연맹
- 건국당
- 제3사회당
- 신당
- 농민당
- 객가당
- 중국 민중당
- 공민당
- 노동당

### 해산 정당
- 민국당

## 연합단체
- 범록연맹
- 범람연맹